# Intel 4004
Intel 4004 — 4-бітовий мікропроцесор, випущений корпорацією Intel у 1971. 4004 — перший завершений центральний процесор, виконаний у вигляді однієї мікросхеми.

## Опис
Intel 4004 було випущено 15 листопада 1971 року. 4004 — перший комп'ютерний процесор, що був розроблений і виготовлений корпорацією Intel, що раніше спеціалізувалася лише на чипах напівпровідникової пам'яті. Головними проектувальниками процесора були Федеріко Фаджин і Тед Гофф.

## Історія

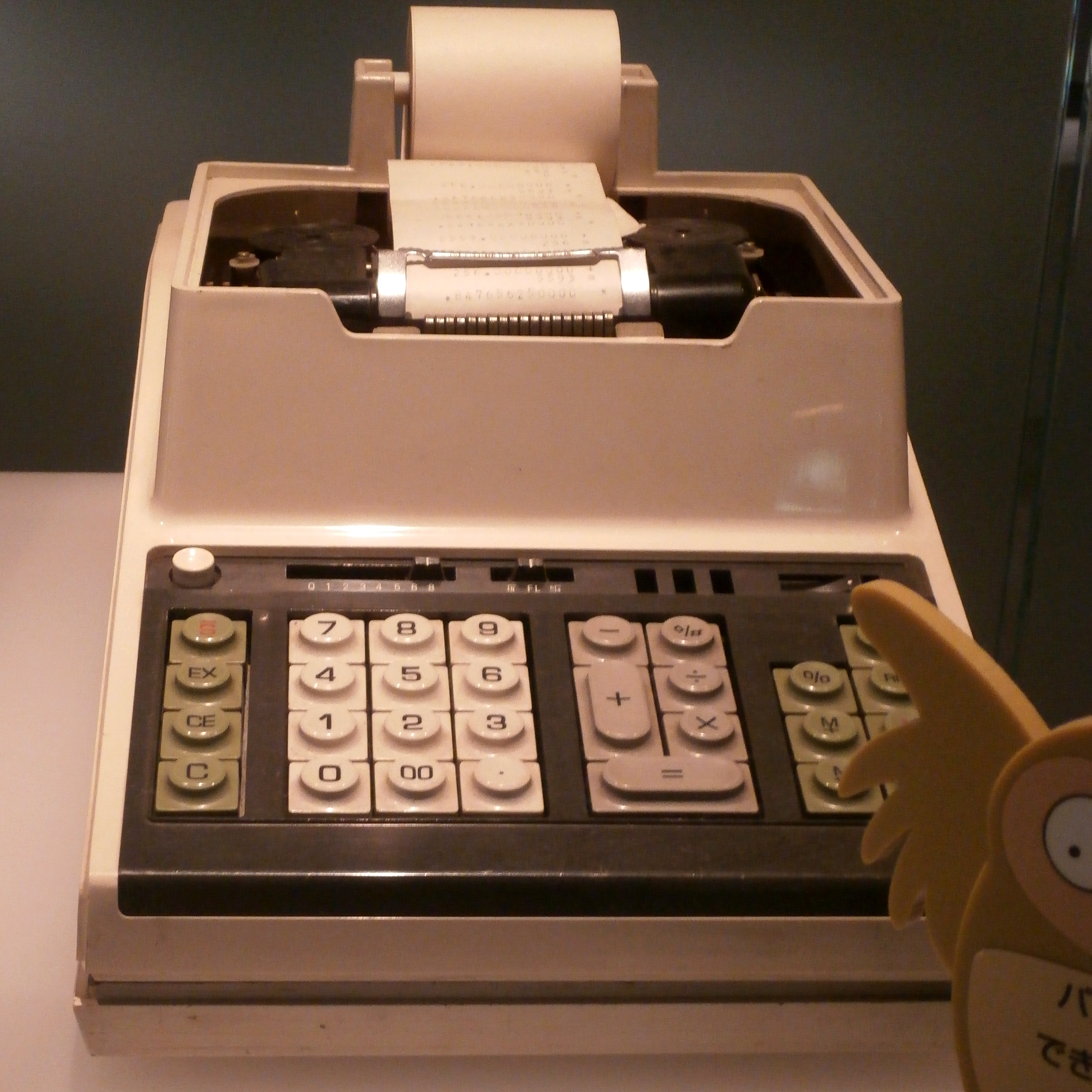
Калькулятор виробництва Busicom Corp. на мікропроцесорному комплекті I4004

У 1969 році невеличка японська компанія Nippon Calculating Machine, Ltd. (Згодом Busicom Corp.), що займалася виробництвом калькуляторів, замовила у Intel 12 мікросхем, які повинні були використовуватися в новому настільному калькуляторі. Логічний дизайн системи був розроблений співробітником Busicom — Масатосі Сіма (嶋 正 利)). Такі мікросхеми завжди характеризувалися вузькоспеціалізованими функціями і призначалися для виконання чітко визначених завдань, тому для кожної нової задачі доводилося заново розробляти весь набір мікросхем. Такий підхід співробітникам Intel здався нераціональним. 32-річний Маршіан Едвард (Тед) Гофф (Ted Hoff) пропонує керівництву Intel і Busicom зменшити число мікросхем, використовуючи центральний процесор, який повинен буде виконувати арифметичні та логічні функції, один замість декількох мікросхем. Ідея була прийнята «на ура» керівництвом обох фірм. Протягом осені 1969 року Тед Гофф, за допомогою Стенлі Мейзор запропонував нову архітектуру мікросхем, число яких було скорочено до чотирьох, включаючи центральний процесор: 4-розрядний центральний процесор, ПЗП для зберігання ПЗ, і ОЗП для зберігання даних користувача.
Розвиток мікропроцесора розпочався лише у квітні 1970 року, коли Федеріко Фаджін (Federico Faggin), фізик з Італії, почав працювати в Intel головним проектувальником сім'ї MCS-4. Фаджіну, завдяки глибокому знанню технології MOS silicon gate, розробленої їм у Fairchild в 1968 році, і великому досвіду, отриманому в 1961 році в італійській фірмі Olivetti в області логічного проектування комп'ютерів, вдалося звести мікропроцесор (CPU) в один єдиний чип. У 1968 році, працюючи у фірмі Fairchild, він також реалізував першу у світі комерційну мікросхему, яка використовувала технологію silicon gate: Fairchild 3708. У фірмі Intel Фаджін розробив новий метод проектування схем довільної логіки і зробив неоціненний внесок у вигляді нововведень по розробці процесів і мікросхем, що є вельми важливими для реалізації мікропроцесора в одному чипі. Масатосі Сіма, який працював інженером з програмного забезпечення в фірмі Busicom і не мав ніякого досвіду в конструюванні пристроїв MOS, допоміг Фаджіну в розробці MCS-4. Пізніше вони стали працювати разом у фірмі Zilog, створеній наприкінці 1974 року Фаджіном і Ральфом Унгерманном і повністю присвяченій мікропроцесорам. Фаджін та Сіма разом розробили мікропроцесор Zilog Z80, що виробляють і сьогодні.
15 листопада 1971 виходить мікросхема 4004 — перший мікропроцесор, який при вартості 200 доларів реалізовував на одному кристалі всі функції процесора великої ЕОМ. Перший у світі мікропроцесор був анонсований в листопаді 1971 року в журналі «Electronic News». Мікропроцесор 4004 випускався в 16-контактному корпусі типу DIP, розміри кристала були 12 мм² (3х4 мм). Процесор міг виконувати 60 000 (у середньому, максимально до 93 000) інструкцій у секунду. Для порівняння, один з перших повністю електронних комп'ютерів — американський ENIAC — виконував тільки 5000 (максимально) інструкцій у секунду, займав площі в 278,7 кв.м. і важив 30 тонн. Фірма Intel передбачила вирішальне значення мікропроцесорів в мініатюризації комп'ютерів, і тому викупила за $60 тис. у фірми Busicom авторські права на мікропроцесор 4004 і його вдосконалені версії. Втім, у 1971 році процесор так і не став хітом продажів. Стратегія фірми Intel була спрямована на те, що збут 4004 розширює ринок набагато більш популярних мікросхем пам'яті 1101/1103. Заслуженою популярністю став користуватися тільки мікропроцесор 8080, електронний «правнук» 4004.

## Технічна специфікація
В комплект мікросхем (чипсет) MCS-4 входили чотири мікросхеми: власне мікропроцесор 4004 та мікросхеми підтримки 4001 (масочно-програмований ПЗП), 4002 (32-бітний ОЗП), 4003 (10-бітний розширювач виводу). Всі мікросхеми комплекту виконувалися у 16-виводних DIP-корпусах.

Блок-схема мікропроцесора 4004

### 4004— мікропроцесор
- Максимальна тактова частота становить 740 кГц.
- Окрема програма та зберігання даних (як у Гарвардській архітектурі). Однак, на відміну від більшості моделей Гарвардської архітектури, які використовують окремі шини, 4004, через потребу зменшити число виводів мікросхеми, використовував єдину мультиплексну 4-бітову шину.
- Набір команд складається із 46 команд. Розрядність команди 8 біт.
- Набір регістрів містить 16 регістрів по 4 біти кожен.

### 4001— пам'ять програм
Постійний запам'ятовувач 256 байт, призначений для зберігання програм або таблиць даних. Додатково мав один 4-бітовий I/O порт (порт вводу-виводу). Вміст пам'яті та режим роботи I/O порту програмувалися при виготовленні мікросхеми. Виконувалася по PMOS-технології і по шинах даних та керування сумісна з іншими мікросхемами комплекту, по лініях I/O — сумісна з ТТЛ-мікросхемами.

### 4002— оперативна пам'ять
Оперативна пам'ять на 80 слів шириною 4 біти та один 4-бітовий порт виводу. Пам'ять використовувалася як чотири регістри, кожен з яких складався з шістнадцяти 4-розрядних слів даних та чотирьох 4-розрядних слів статусу. На відміну від мікросхеми 4001 4-бітовий порт міг працювати лише на вивід даних, лінії порту так само сумісні з ТТЛ-мікросхемами.

### 4003— розширювач виводу
10-бітовий розширювач виводу, призначений для розширення можливостей по виводу даних з мікропроцесора, якщо портів вводу-виводу мікросхем 4001 та 4002 не вистачало. Внутрішня організація — регістр зсуву типу SIPO (англ. serial in - parallel out), який приймає послідовні дані від мікропроцесора та подає їх на входи регістра зберігання даних типу PIPO (англ. parallel in - parallel out). Після зсування необхідної кількості бітів інформація записується у регістр PIPO та передається на виходи мікросхеми.